# Stefano Baldini
Stefano Baldini (Castelnovo di Sotto, 25 maggio 1971) è un ex maratoneta e mezzofondista italiano, campione olimpico di maratona ad Atene 2004 e due volte campione europeo (Budapest 1998 e Göteborg 2006).

## Biografia
Proviene da una famiglia numerosa, con 11 figli. Con alcuni fratelli ha praticato la corsa lunga (il fratello maggiore Marco vanta 2h16'32 nella maratona). Ha iniziato a correre tra le file dell'Atletica Guastalla e in seguito, a parte il periodo della leva militare, dove ha vestito la maglia delle Fiamme Oro, ha sempre indossato i colori della "Calcestruzzi Corradini Rubiera". All'inizio della carriera è stato seguito da Emilio Benati, in seguito da Luciano Gigliotti (detto Lucio), che portò alla vittoria olimpica anche Gelindo Bordin.
Ha iniziato dedicandosi al mezzofondo, in particolare ai 5000 e 10000 metri piani, passando alla maratona a partire dal 1995. Ai Giochi di Atlanta 1996 gareggia sui 5000 m e 10000 m, mentre ai successivi Giochi olimpici di Sydney 2000 prende parte alla maratona, non terminando la gara.
Ha vinto la maratona sia agli europei di Budapest 1998 che agli europei di Göteborg 2006. Ha inoltre conquistato la medaglia d'oro ai Mondiali di mezza maratona nel 1996 a Palma di Maiorca e due medaglie di bronzo nella maratona ai mondiali di Edmonton 2001 e Parigi Saint-Denis 2003.
Il 29 agosto 2004 vince la medaglia d'oro nella maratona ai Giochi olimpici di Atene, con il tempo di 2 ore 10 minuti e 55 secondi (record del percorso storico da Maratona ad Atene), 34 secondi davanti allo statunitense Mebrahtom Keflezighi e 1 minuto e 16 secondi davanti al brasiliano Vanderlei de Lima, che al 36º km di gara, quando era ancora in testa ma col vantaggio in calo e nel mirino dei suoi inseguitori, venne spintonato da Cornelius Horan, un presbitero irlandese già noto in altri eventi sportivi. Il 23 aprile 2006 alla Maratona di Londra ha stabilito il record nazionale di maratona con 2h07'22" che sarà battuto soltanto nel febbraio 2020 da Eyob Faniel.
Al termine della maratona dei Giochi olimpici di Pechino 2008, che lo vede giungere al traguardo 12º in 2h13'25", all'età di 37 anni, annuncia che quella appena terminata è stata la sua ultima maratona e che ora si dedicherà ad altre corse su strada. Nel 2010 annuncia il suo ritorno e la partecipazione alla maratona degli Europei di Barcellona e, il 9 ottobre dello stesso anno, annuncia il suo ritiro dalle competizioni e il suo passaggio a ruoli tecnici federali.
È stato il Direttore Tecnico Giovanile e per lo Sviluppo della Federazione Italiana di Atletica Leggera fino all'agosto 2018.
È allenatore personale di diversi atleti della nazionale italiana di atletica quali Pietro Riva, Ludovica Cavalli, Rebecca Lonedo, Sara Nestola, Micol Majori, Maria Chiara Cascavilla, Giuseppe Gravante e Masresha Costa.
Dal 2011 è commentatore tecnico per l'atletica dell'emittente televisiva Sky Sport (Sky Italia).
È sposato con Virna De Angeli (ex primatista italiana dei 400 metri piani), dalla quale ha avuto Alessia, nata nel giugno 2001, Laura, nata nel febbraio 2012 e Lorenzo, nato nel gennaio 2015. Vive con la famiglia a Rubiera.

## Record nazionali
Categoria Master
- Maratona M35: 2h07'22" ( Londra, 23 aprile 2006)
- Mezza maratona M35: 1h01'14" ( Milano, 2 aprile 2006)

## Progressione
| Progressione cronometrica |     |             |             |             |
| Anno                      | Età | 5.000m      | 10.000m     | Maratona    |
| 1988                      | 17  | 14:41.02    |             |             |
| 1989                      | 18  | 14:02.17    |             |             |
| 1990                      | 19  | 13:54.38    | 29:48.05    |             |
| 1991                      | 20  | 13:45.10    |             |             |
| 1992                      | 21  | 13:39.37    | 28:50.16    |             |
| 1993                      | 22  | 13:58.86    | 28:25.98    |             |
| 1994                      | 23  | 13:34.81    | 27:57.86    |             |
| 1995                      | 24  | 13:42.44    | 27:50.17    | 2:11:01     |
| 1996                      | 25  | 13:23.43    | 27:43.98    |             |
| 1997                      | 26  | 13:50.71    | 28:07.81    | 2:07:57     |
| 1998                      | 27  |             | 27:55.92    | 2:09:33     |
| 1999                      | 28  | infortunato | infortunato | infortunato |
| 2000                      | 29  |             |             | 2:09:45     |
| 2001                      | 30  |             | 28:21.38    | 2:08:51     |
| 2002                      | 31  |             | 27:50.98    | 2:07:29     |
| 2003                      | 32  |             |             | 2:07:56     |
| 2004                      | 33  |             |             | 2:08:37     |
| 2006                      | 35  |             |             | 2:07:22     |
| 2007                      | 36  |             |             | 2:11:58     |
| 2008                      | 37  |             |             | 2:13:06     |
| 2009                      | 38  |             | 28:53.42    |             |

## Palmarès
| Anno | Manifestazione    | Sede          | Evento         | Risultato  | Prestazione | Note |
| ---- | ----------------- | ------------- | -------------- | ---------- | ----------- | ---- |
| 1990 | Mondiali di cross | Aix-les-Bains | Corsa juniores | 13º        |             |      |
| 1990 | Mondiali di cross | Aix-les-Bains | A squadre      | Bronzo     | 85 p.       |      |
| 1990 | Mondiali juniores | Plovdiv       | 5000 m piani   | 6º         | 13'54"38    |      |
| 1994 | Europei           | Helsinki      | 10000 m piani  | 20º        | 28'41"82    |      |
| 1995 | Mondiali          | Göteborg      | 10000 m piani  | 18º        | 28'08"39    |      |
| 1996 | Giochi olimpici   | Atlanta       | 5000 m piani   | Semifinale | 14'06"05    |      |
| 1996 | Giochi olimpici   | Atlanta       | 10000 m piani  | 18º        | 29'07"77    |      |
| 1997 | Mondiali          | Atene         | 10000 m piani  | 9º         | 28'11"97    |      |
| 1998 | Europei           | Budapest      | Maratona       | Oro        | 2h12'01"    |      |
| 2000 | Giochi olimpici   | Sydney        | Maratona       | dnf        | dnf         |      |
| 2001 | Mondiali          | Edmonton      | Maratona       | Bronzo     | 2h13'18"    |      |
| 2002 | Europei           | Monaco        | 10000 m piani  | 4º         | 27'50"98    |      |
| 2003 | Mondiali          | Saint-Denis   | Maratona       | Bronzo     | 2h09'14"    |      |
| 2004 | Giochi olimpici   | Atene         | Maratona       | Oro        | 2h10'55"    |      |
| 2005 | Mondiali          | Helsinki      | Maratona       | dnf        | dnf         |      |
| 2006 | Europei           | Göteborg      | Maratona       | Oro        | 2h11'32"    |      |
| 2008 | Giochi olimpici   | Pechino       | Maratona       | 12º        | 2h13'25"    |      |
| 2010 | Europei           | Barcellona    | Maratona       | dnf        | dnf         |      |

## Campionati italiani
- 6 volte campione nazionale assoluto dei 10000 m piani (1993, 1994, 1995, 1996, 2001, 2002)
- 2 volte campione nazionale assoluto dei 10 km (2005, 2010)
- 6 volte campione nazionale assoluto di mezza maratona (1995, 1998, 2001, 2004, 2006, 2009)

## Altre competizioni internazionali
1993
- 17º al Memorial Van Damme ( Bruxelles), 10000 m piani - 28'49"58
- 16º al Golden Gala ( Roma), 5000 m piani - 13'58"86

1994
- 14º al Golden Gala ( Roma), 5000 m piani - 13'34"81

1995
- 6º alla Maratona di Venezia ( Venezia) - 2h11'01"
- 14º al Golden Gala ( Roma), 5000 m piani - 13'42"44

1996
- 5º alla Stramilano ( Milano) - 1h01'15"
- 11º al Golden Gala ( Roma), 5000 m piani - 13'43"23

1997
- Argento alla Maratona di Londra ( Londra) - 2h07'57"
- Bronzo alla Maratona di New York ( New York) - 2h09'31"
- 15º al Meeting de Paris ( Parigi), 5000 m piani - 13'50"71
- Argento alla Mezza maratona di Lisbona ( Lisbona) - 1h01'35"
- Oro alla Roma-Ostia ( Roma) - 1h00'56"
- 7º alla BOclassic ( Bolzano) - 28'51"

1998
- Oro alla Maratona di Roma ( Roma) - 2h09'33"

1999
- Argento al Trofeo Sant'Agata ( Catania)

2000
- 6º alla Maratona di Londra ( Londra) - 2h09'45"
- 8º alla Mezza maratona di Lisbona ( Lisbona) - 1h01'14"
- 6º alla BOclassic ( Bolzano) - 28'53"

2001
- Argento alla Maratona di Torino ( Torino) - 2h08'51"
- Oro alla Maratona di Madrid ( Madrid) - 2h09'59"
- 12º alla BOclassic ( Bolzano) - 29'27"

2002
- 6º alla Maratona di Londra ( Londra) - 2h07'29"
- 5º alla Maratona di New York ( New York) - 2h09'12"
- 13º alla Mezza maratona di Lisbona ( Lisbona) - 1h01'29"
- 5º alla BOclassic ( Bolzano) - 29'18"

2003
- Argento alla Maratona di Londra ( Londra) - 2h07'56"
- Bronzo alla Roma-Ostia ( Roma) - 1h01'39"

2004
- 4º alla Maratona di Londra ( Londra) - 2h08'37"
- Bronzo alla Roma-Ostia ( Roma) - 1h01'48"
- Argento alla BOclassic ( Bolzano) - 28'24"
- Argento al Memorial Peppe Greco ( Scicli) - 29'09"

2005
- 5º alla Maratona di Londra ( Londra) - 2h09'25"
- 8º alla Mezza maratona di Lisbona ( Lisbona) - 1h01'17"
- 6º alla Great Manchester Run ( Manchester) - 28'53"
- Oro al Memorial Peppe Greco ( Scicli) - 29'36"

2006
- 5º alla Maratona di Londra ( Londra) - 2h07'22"
- 6º alla Maratona di New York ( New York) - 2h11'33"
- Bronzo alla Stramilano ( Milano}) - 1h01'14"
- 5º alla BOclassic ( Bolzano) - 28'44"
- Oro al Giro al Sas ( Trento) - 28'43"

2007
- 4º alla Maratona di New York ( New York) - 2h11'58"
- 4º alla Stramilano ( Milano) - 1h02'10"
- 9º alla Mezza maratona di Lisbona ( Lisbona) - 1h03'54"
- 5º al Memorial Peppe Greco ( Scicli) - 29'33"

2008
- 12º alla Maratona di Londra ( Londra) - 2h13'06"
- Oro al Trofeo Sant'Agata ( Catania)
- 5º alla BOclassic ( Bolzano) - 29'34"
- 6º al Giro al Sas ( Trento) - 29'35"
- 5º al Memorial Peppe Greco ( Scicli) - 29'46"

## Riconoscimenti
- Nel maggio 2015, una targa a lui dedicata fu inserita nella Walk of Fame dello sport italiano a Roma, riservata agli ex-atleti italiani che si sono distinti in campo internazionale.[4][5]

## Attività benefiche
- Testimonial solidale per SOS Villaggi dei bambini.
- Testimonial solidale per Apro.
- Testimonial solidale per ActionAid.